# Nicolas Macrozonaris

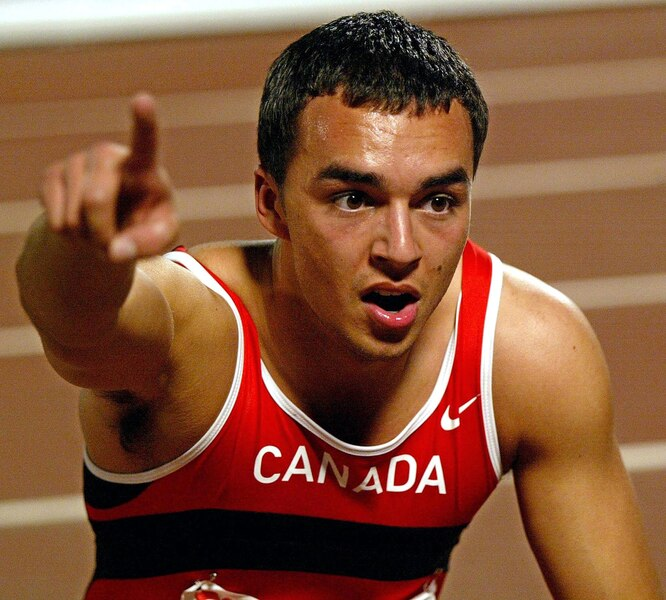
Macrozonaris a réalisé un coup d’éclat en 2003, à Mexico, en triomphant du détenteur du record du monde du 100 mètres, Tim Montgomery.

Nicolas Macrozonaris est un ancien athlète olympique francophone canadien, né le 22 août 1980 à Laval, au Québec. Spécialiste du sprint, notamment du 100 mètres, il a remporté quatre titres nationaux canadiens sur cette distance et un titre au 200 mètres, accumulant ainsi cinq titres nationaux.

## Carrière sportive
Lors de son interview sur la chaîne The Nick and Jimmy Show, il a mentionné que son inspiration pour l'athlétisme s'est développée lors des Jeux olympiques d'été de 1996, après avoir vu Donovan Bailey remporter la médaille d'or du 100 mètres pour le Canada. À seulement 15 ans, il rêvait de devenir l'un des meilleurs sprinteurs au monde. Après des années de travail acharné, il s'est qualifié pour les Jeux olympiques de Sydney en 2000, à l'âge de 19 ans, avec un temps de 10,19 secondes. Lors de la compétition, il a enregistré un temps de 10,45 secondes, terminant 42e sur 95 participants, éliminé lors des qualifications. Cette même année-là, il a également pris part au relais masculin 4x100 mètres, terminant à la 11e place mondiale.
Son apogée en tant que sprinteur est survenu en 2003, lorsqu'il a réalisé un temps exceptionnel de 10,03 secondes a et battu le détenteur du record mondial, l'Américain Tim Montgomery, lors d'une compétition à Mexico. En 2019, ce temps de 10,03 reste le sixième meilleur chrono canadien au 100 mètres, derrière Bruny Surin et Donovan Bailey (9,84), André De Grasse (9,90), Aaron Brown (9,96) et Gavin Smellie (10,01).
En 2004, Nicolas Macrozonaris s'est à nouveau qualifié pour les Jeux olympiques d'été d'Athènes, améliorant son classement par rapport à Sydney en terminant 28e sur 80 participants dans le 100 mètres. Il a également participé au relais masculin 4x100 mètres, où son équipe a atteint la 9e place mondiale, marquant une nette amélioration par rapport à sa performance précédente.
Nicolas a représenté le Canada dans de nombreuses compétitions internationales prestigieuses, notamment six Championnats du monde, trois Jeux de la Francophonie, deux Jeux olympiques, deux Jeux du Commonwealth, une Coupe du monde et un Championnat panaméricain.
Lors de ses meilleures performances personnelles au 100 mètres et au 50 mètres, Nicolas Macrozonaris a réalisé des exploits véritablement impressionnants. Selon World Athletics, anciennement connue sous le nom de Fédération internationale d'athlétisme amateur (IAAF) et Association internationale des fédérations d'athlétisme, il a enregistré un temps exceptionnel de 5,69 secondes sur 50 mètres le 12 janvier 2002. Quelques mois plus tard, le 22 juin 2002, il a réalisé un incroyable temps de 9,91 secondes sur le 100 mètres. Ces exploits sont une preuve éclatante de son talent remarquable et de son dévouement à l'excellence en athlétisme.

## Autres accomplissements
En 2017, il s'est présenté aux élections municipales de Laval sous la bannière du parti Action Laval, où il a terminé troisième dans le district de Sainte-Dorothée.
De nos jours, Nicolas Macrozonaris est le fondateur et directeur d'un club d'athlétisme florissant et reconnu, nommé Final Push. Grâce à son expertise et à son engagement envers ses athlètes, il a eu l'honneur de former deux sportifs qui sont devenus champions nationaux au Canada. Ces deux jeunes talents ont non seulement remporté des titres prestigieux, mais sont également devenus les sprinteurs les plus rapides de leur catégorie d'âge, affirmant ainsi l'impact et la qualité des entraînements prodigués au sein de Final Push. 

## Référence
1. 1 2  (en-US) « Nicolas Macrozonaris », sur Team Canada - Official Olympic Team Website, 18 septembre 2011 (consulté le 30 mars 2025)
2. ↑   [vidéo] « Nick Macrozonaris | Season 2 | Episode 12 | Conversations with Success », The Nick and Jimmy Show, 27 mars 2019, 37:2 min (consulté le 1er avril 2025)
3. ↑  « Nicolas Macrozonaris court en Reebok - Infopresse », sur web.archive.org, 5 avril 2017 (consulté le 30 mars 2025)
4. ↑  World Athletic, « Nicolas MACROZONARIS »
5. ↑  TV Nouvelle, « L’ancien sprinteur Nicolas Macrozonaris veut se faire élire à Laval », 24 septembre 2017 (consulté le 24 septembre 2017).
6. ↑   [vidéo] « Nick Macrozonaris | Season 2 | Episode 12 | Conversations with Success », The Nick and Jimmy Show, 27 mars 2019, 37:2 min (consulté le 30 mars 2025)